# Universitat medieval

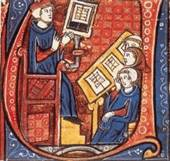
Aula d'una universitat medieval, il·luminació del

Les universitats medievals van ser les institucions educatives pertanyents a les cultures cristianes europees de la baixa edat mitjana que van substituir les escoles palatines, monàstiques i episcopals existents des de l'alta edat mitjana. Van començar a fundar-se en diferents ciutats d'Europa Occidental (la cristiandat llatina) al voltant de 1150, en el context del Renaixement del segle XII. Aquestes institucions van establir un model d'universitat que va influir considerablement en les universitats modernes. Es tractava no només d'institucions d'ensenyament: les universitats medievals eren també comunitats de mestres i estudiants (universitas) dedicades a la investigació i producció del saber, així com focus de vigorosos debats i polèmiques. Això es reflecteix en les crisis que van estar embolicades aquestes institucions i per les intervencions que van patir del poder reial i eclesiàstic.
Entre els precedents de la universitat medieval europea, es troben les institucions educatives de l'antiga Grècia -escoles d'Alexandria i Antioquia-, les escoles nestorianes del segle v i les institucions d'ensenyament superior perses i àrabs que s'havien desenvolupat en Pròxim Orient i que van estendre el seu model de madrasses a la Mediterrània Occidental amb l'expansió musulmana: l'Àndalus (des del segle VIII - Còrdova omeia - fins al XIV i XV -Granada nassarita-) i el sud d'Itàlia (Salern - Escola Mèdica Salernitana-). Més que la imitació del seu model institucional, la seva influència es va deixar sentir en l'intercanvi cultural i la transmissió de textos clàssics grecs traduïts a l'àrab i tornats a traduir al llatí (per exemple a l'Escola de Traductors de Toledo).
Les primeres universitats de l'Europa cristiana van ser fundades a Itàlia, a Espanya i a França per a l'estudi del dret, la medicina i la teologia. La part central de l'ensenyament implicava l'estudi de les arts preparatòries, o arts liberals, el trivium: gramàtica, retòrica i lògica, i el quadrivium: aritmètica, geometria, música i astronomia. Després, l'alumne entraria en contacte amb estudis més específics.

## Orígens

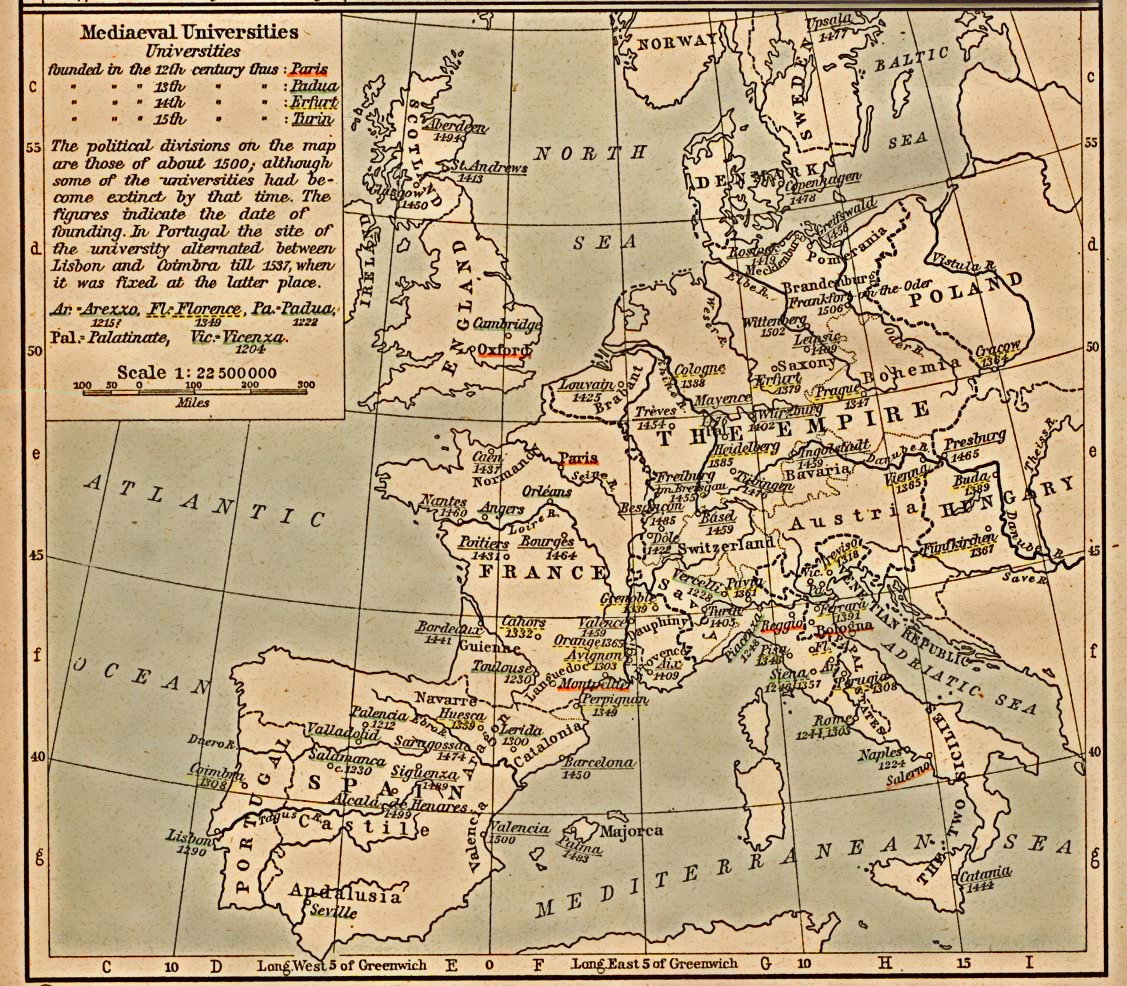
Mapa del Universitats medievals

Carlemany, coronat emperador l'any 800, havia aconseguit reunir una bona part d'Europa Occidental sota el seu domini: l'Imperi Carolingi. Per unificar i enfortir-lo, va decidir executar una reforma a l'educació. El monjo anglès Alcuí de York va elaborar per a això un projecte de desenvolupament escolar que buscava reviure el saber clàssic establint els programes d'estudi a partir de les set arts liberals: el trivium, o ensenyament literari (gramàtica, retòrica i dialèctica) i el quadrivium, o ensenyament científic (aritmètica, geometria, astronomia i música). A partir de l'any 787, es van promulgar decrets que recomanaven, en tot l'imperi, la restauració de les antigues escoles i la fundació d'altres noves. Institucionalment, aquestes noves escoles podien ser monacals, sota la responsabilitat dels monestirs;  catedrals , al costat de la seu dels bisbats; municipals, sota l'auspici dels ajuntaments, i palatines, al costat de les corts. Aquestes mesures tindrien els seus efectes més significatius només alguns segles més tard (tot i que des de mitjans del segle ix ja funcionaven per exemple, la monàstica escola d'Auxerre o l'escola palatina de Carles el Calb -Escot Eriúgena-). L'ensenyament de la dialèctica (o lògica) va anar fent renéixer l'interès per la indagació especulativa; d'aquesta llavor sorgiria la filosofia cristiana de l'Escolàstica.
En els segles xii i xiii, algunes de les escoles que havien estat estructurades mitjançant les ordres de Carlemany, que destacaven pel seu alt nivell d'ensenyament, guanyen el títol primer d'estudi general i més endavant el d'Universitat. Això passa especialment entre les escoles catedralícies. Després van començar a sorgir institucions, fundades per autoritats, que ja naixien estructurades com una institució d'ensenyament superior. Les universitats que van evolucionar d'escoles, van ser anomenades ex consuetudine; aquelles fundades per reis o papes eren les universitats ex privilegio.
Entre 1200 i 1400 van ser fundades, a Europa, 52 universitats, i 29 d'aquestes van ser erigides per papes. La transformació cultural generada per les universitats en el segle xiii, va ser expressada per la frase de Charles Haskins:  En 1100, l'escola seguia el mestre, en 1200, el mestre seguia a l'escola. 
Algunes d'aquestes escoles rebien de l'Església Catòlica o del rei i emperador el títol d'estudi general, que indicava que aquella era una escola de renom internacional; aquests eren considerats els locals d'ensenyament més prestigiosos del continent. Els professors d'un estudi general eren animats a donar cursos a altres instituts per tot Europa, així com a compartir documents. Això va iniciar la cultura d'intercanvi present encara avui a les universitats europees.

## Extensió de les universitats per Europa
El primer estudi va ser possiblement el de Bolonya (especialitzat en Dret, 1088), a la qual va seguir Oxford (abans de 1096), del qual es va escindir el seu rival Cambridge (1209), Palència de 1208, Salamanca (1218, el primer amb estudis de Medicina), Pàdua (1222), Nàpols (1224), París, de mitjans del segle xiii (un dels col·legis va ser la Sorbona, 1275).
A partir de 1254 apareix el títol d'Universitat, sent la primera a tenir-ho l'Estudi General de Salamanca, seguint-les citades, ia més Coïmbra (1308, traslladada des de l'Estudi General de Lisboa  de 1290), Alcalá de Henares (1293, refundada per Cisneros el 1499),  la Sapienza  (Roma, 1303), la Universitat Carolina (Praga, 1348), la Universitat Jagellònica (Cracòvia, Polònia, 1363), Viena (1365), Heidelberg (1386), Colònia (1368) i, ja al final del període medieval, Lovaina (1425) i Uppsala (1477). En medicina gaudia d'un gran prestigi l'Escola Mèdica Salernitana, amb arrels àrabs, que provenia del segle ix, i el 1220 va començar a rivalitzar amb ella la Facultat de Medicina de Montpeller.

## Universitats als Països Catalans
Les dades historiogràfiques són escadusseres, el primer estudi general documentat fins ara a Catalunya fou el de l'Orde dels predicadors (segons el pare Marcillo a Crisi de Cataluña hecha por las naciones estrangeras). Aquesta congregació tenia un estudi general de primer nivell en aquest important (avui dia convertit en Mercat) convent de Santa Caterina de Barcelona, a partir del segle xiii (1219). En aquesta universitat medieval s'hi donava una formació científica -matemàtiques i geometria- satisfactòria per a l'època, on, segons el Pare Marcillo, donava classes Sant Raimon de Penyafort (1175-1275), i entre altres hi va estudiar Sant Vicent Ferrer, lògica, teologia i filosofia, un segle més tard.